# Кинжалов, Ростислав Васильевич
Ростисла́в Васи́льевич Кинжа́лов (15 июля 1920, г. Козлов, Тамбовская губерния — 9 июля 2006, Санкт-Петербург) — советский и российский историк, этнограф, писатель, специалист по культуре древних племён Америки и Востока. Главный научный сотрудник Музея антропологии и этнографии им. Петра Великого (Кунсткамера) РАН. Доктор исторических наук (1971). Заслуженный деятель науки Российской Федерации (2004). Представитель ленинградской/петербургской исследовательской школы.

## Биография
Родился в городе Козлове (ныне — Мичуринск) Тамбовской области, в семье учителя. Уже в детстве обнаружил разносторонние способности, включая музыкальные; был период, когда Ростислав колебался в выборе: музыке или науке посвятит он свою жизнь. Именно тогда он послал образцы своего композиторского творчества Д. Д. Шостаковичу и получил от него доброжелательный отзыв.
Хотя по состоянию здоровья Р. Кинжалов не подлежал призыву, в самом начале Великой Отечественной войны он уходит в армию добровольцем и служит во фронтовом госпитале. Образование получил на классическом отделении филологического факультета ЛГУ, который окончил в 1947 году. Во время пребывания ЛГУ в Саратове Кинжалов, не прекращая занятий на филологическом факультете, поступает на теоретико-композиторский факультет Консерватории и некоторое время проходит обучение в нескольких высших учебных заведениях сразу. Затем, однако, пришлось сделать выбор, и интерес к древним культурам всё-таки победил. С 1945 года он начал работать в Отделе Востока Государственного Эрмитажа, где его непосредственным руководителем был академик И. А. Орбели. В 1955 году в Ученом совете Государственного Эрмитажа им была защищена кандидатская диссертация на тему «Политическая и социальная направленность повести „О жизни Александра Македонского“ (Версия А)». За время работы в Государственном Эрмитаже Р. В. Кинжалов вырос в серьёзного специалиста по истории культуры Эллинистического мира. Им был опубликован ряд памятников из Эрмитажных собраний. Он был участником нескольких археологических экспедиций в Закавказье.
Однако, ещё со школьных лет предметом особого интереса Кинжалова были доколумбовы цивилизации Центральной Америки. Он организовал первую выставку американских древностей Эрмитажа в 1956 г., стал научным консультантом международной выставки «Искусство Мексики» в 1961 г. С февраля 1957 г., перейдя на работу в МАЭ, Р. В. Кинжалов сосредоточился на изучении наиболее важных вопросов истории и культуры древних майя. С 1962 по 1990 год Р. В. Кинжалов руководил сектором, а затем Отделом Америки Ленинградской части Института этнографии АН СССР. С 1991 г. он — главный научный сотрудник МАЭ РАН. В своё время он был Ученым секретарем ЛЧ ИЭ АН СССР, занимал ряд руководящих постов в общественных организациях Института. Р. В. Кинжалову принадлежит перевод на русский язык важнейшего источника по истории и культуре Центральной Америки — эпоса киче «Пополь-Вух». Кроме того, он перевёл «Титуло „Родословная владык Тотоникапана“», индейскую драму «Рабиналь-Ачи» и др. Вообще, интерес к источникам, умение тонко и изящно их интерпретировать и вводить в научный оборот характерны для всего научного творчества Р. В. Кинжалова. Тщательно изучив основные направления развития цивилизации древних майя, Р. В. Кинжалов перешёл к углубленной разработке таких важнейших её аспектов, как искусство и культура. Этой тематике были посвящены три основные его монографии «Искусство Древней Америки», «Искусство древних майя» и «Культура древних майя». Всего перу Р. В. Кинжалова принадлежат восемь монографий, а общее число его работ приближается к 280. Особенно велик вклад учёного в исследование мифологий народов древнего мира, что, в частности, нашло отражение в двухтомной энциклопедии «Мифы народов мира», членом редколлегии которой он был.
Внеся большой вклад в этноамериканистику, Р. В. Кинжалов не прекращал работу в области истории культуры Древнего Востока и эллинизма, поддерживает постоянные контакты со специалистами Государственного Эрмитажа. Высокой оценкой его научных достижений стало участие тогдашнего директора Эрмитажа академика Б. Б. Пиотровского как первого официального оппонента при защите им докторской диссертации «Культура древних майя» (1971 г.). Характерной чертой научного творчества Р. В. Кинжалова было стремление рассказать об изучаемых им древних культурах не только специалистам, но и массовому, широкому читателю. Он начал с книги «Падение Теночтитлана» (в соавторстве с А. М. Беловым), продолжил эту линию в ряде научно-художественных статей, а затем выступил как писатель, издав две исторические повести («Воин из Киригуа» и «Конец Священного Круга»). Остаётся неопубликованным третий роман Кинжалова о походе Александра Македонского на Восток.

## Сочинения
Работы Р. В. Кинжалова получили международное признание и изданы, кроме России, в Венгрии, Германии, Коста-Рике, Мексике, Румынии, США и других странах.